# André Demedts
André Demedts (Sint-Baafs-Vijve (Wielsbeke), 8 augustus 1906 - Oudenaarde, 4 november 1992) was een Vlaams schrijver, dichter, leraar en van 1949 tot 1971 directeur van BRT-radio West-Vlaanderen. Hij was lid van de Koninklijke Academie voor Nederlandse Taal- en Letterkunde en ontving de Driejaarlijkse Staatsprijs ter bekroning van een schrijversloopbaan. Hij schreef een alle genres omvattend oeuvre bijeen.

## Levensloop
Hij debuteerde in 1929 met de dichtbundel Jasmijnen. Verder schreef hij onder meer de romans Voor de avond valt (1947), De ring is gesloten (1951), Geluk voor iedereen (1982), Veertien-Achttien (1985). Het meest vermeldenswaardig zijn de repressieroman De Levenden en de Doden (1959) en de tetralogie De eer van ons volk (1973-1978), een plattelandsepos dat zich afspeelt in de woelige periode rond de Franse Revolutie en dat deels is gebaseerd op Demedts' eigen familiegeschiedenis. Hij schreef ook een belangrijke biografie van Stijn Streuvels, Stijn Streuvels, een terugblik op leven en werk (1971).
Demedts kreeg in 1962 de Prijs voor Letterkunde van de Vlaamse Provincies voor De levenden en de doden en in 1976 voor zijn gehele oeuvre. In 1990 kreeg hij de Driejaarlijkse Staatsprijs voor literatuur voor zijn gehele schrijverscarrière. In 1970 werd de André Demedtsprijs ingesteld voor mensen of instellingen die zich inspannen voor de Groot-Nederlandse gedachte. Demedts streefde hierbij naar de culturele integratie tussen Vlaanderen, Nederland en Zuid-Afrika.
Demedts was in de eerste plaats een geëngageerd schrijver, en vanuit dat engagement beperkte hij zich niet tot het schrijven van poëzie en proza. Demedts was niet alleen een cultuurpromotor in zijn boeken, maar ook en vooral in het werk dat hij verrichtte als spreker en essayist. In de loop van meerdere decennia gaf hij letterlijk duizenden voordrachten, in een gemiddeld tempo van één lezing per week. Daarnaast zette hij ook verschillende projecten op touw die moesten bijdragen aan de Vlaams-Nederlandse integratie. Bijzondere aandacht ging hierbij uit naar Frans-Vlaanderen, een streek die lange tijd tot het Zuid-Nederlandse gebied had behoord, maar aan het eind van de zeventiende eeuw door Lodewijk XIV bij Frankrijk was aangehecht. Het is niet toevallig dat Demedts' inspanningen voor de Nederlandse taal en cultuur met name hier nog de meeste vruchten afwerpen, tot op de dag van vandaag.

## Publicaties
- André Demedts schreef heel wat essays gewijd aan Vlaamse belangrijke figuren. Hij deed dit overvloedig over Stijn Streuvels en Hugo Verriest.

Over Guido Gezelle schreef hij in 1977 het boek: Guido Gezelles wedergeboorte in 1877.
Verder schreef hij over Ernest Claes, Valère Depauw, Warden Oom, Richard Minne, Johan Daisne, Albrecht Rodenbach en Antoon Vander Plaetse.
- De dag voor gisteren, autobiografie, 1966.
- Stijn Streuvels, terugblik op leven en werk, 1971.
- Verzamelde Gedichten, 1976.
- De Jaargetijden, 1979.
- De eer van ons volk, vierdelige romancyclus, 1972-1978.
- Gelukvoor iedereen, roman, 1981.

Andere werken van hem waren:
- 1931 - Geploegde aarde. Gedichten
- 1933 - Mannen van de straat. Novellen
- 1936 - Het leven drijft. Roman
- 1938 - Afrekening. Roman
- 1941 - Geen tweede maal. Roman
- 1941 - De Vlaamsche poëzie tusschen 1918 en 1941
- 1946 - Richard Minne
- 1949 - In het morgenlicht. Roman
- 1951 - De ring is gesloten. Roman
- 1957 - Neerslag der dagen. Roman
- 1958 - Vlaamse verhalen'
- 1959 - De levenden en de doden. Roman
- 1961 - Nog lange tijd. Roman
- 1962 - Johan Daisne
- 1963 - Abel Coetzee
- 1964 - Kerstmis te Saloniki en andere verhalen
- 1966 - De dag voor gisteren. Autobiografie
- 1970 - Terug naar huis
- 1972 - Streuvels als psycholoog
- 1973 - De Belgische Republiek
- 1974 - Hooitijd ISBN 90-264-1216-9. Vervolg op: De Belgische Republiek
- 1974 - De esthetica van Hugo Verriest
- 1976 - Goede avond ISBN 90-264-1216-9
- 1976 - De waarheid stelt niet teleur ISBN 90-264-3659-9
- 1976 - Verzamelde gedichten ISBN 90-264-1957-0
- 1976 - Ik zal je dragen ISBN 90-310-0335-2
- 1977 - Jan Vercammen ISBN 90-289-0243-0
- 1978 - Valère Depauw ISBN 90-264-3327-1
- 1978 - Een houten kroon ISBN 90-264-1259-2
- 1979 - De jaargetijden ISBN 90-264-2486-8
- 1980 - Verhalen ISBN 90-6152-092-4
- 1981 - Geluk voor iedereen ISBN 90-264-1262-2
- 1982 - Wintertijd. Een drieluik ISBN 90-264-1277-0
- 1985 - Veertien-achttien ISBN 90-6334-070-2
- 1986 - Na jaar en dag. Gedichten ISBN 90-209-1404-9

## Frans-Vlaanderen
Frans-Vlaanderen werd door Demedts beschouwd als een vergeten loot aan de Nederlandse stam. Zijn belangstelling voor de streek groeide kort na de Tweede Wereldoorlog, mede als gevolg van de contacten die Demedts onderhield met een jonge leraar uit Frans-Vlaanderen, de latere professor Pierre Berteloot. Samen met Luc Verbeke organiseerde hij in 1948 een Frans-Vlaamse Begroetingsdag in Waregem. Die groeide uit tot een jaarlijkse traditie, die uiteindelijk de Frans-Vlaamse Cultuurdag werd genoemd. De bedoeling was om de culturele contacten tussen Vlamingen en Frans-Vlamingen te stimuleren, om de onderlinge relaties te versterken en zo een reveil van het Nederlands cultuurbewustzijn in Frans-Vlaanderen in de hand te werken.
De vierde Frans-Vlaamse Cultuurdag leidde tot de oprichting van het Komitee voor Frans-Vlaanderen en de oprichting van het tweetalige tijdschrift Notre Flandre – Vlaamse Heerd. Later werd de functie van dat tijdschrift in belangrijke mate overgenomen door Ons Erfdeel, dat in 1956 onder impuls van Demedts werd opgericht door het jeugdige trio Jozef Deleu, Jozef Declercq en Jan Delrue. In eerste instantie was ook dat tijdschrift tweetalig, maar vanaf 1960 werd het uitsluitend in het Nederlands uitgegeven. In 1970 kwam het tot de oprichting van Stichting Ons Erfdeel. Deze organisatie werd voorgezeten door een pluralistische raad van advies, waarin zowel Vlamingen als Nederlanders vertegenwoordigd waren.

## Zuid-Afrika
Niet alleen Frans-Vlaanderen vormde binnen het Nederlandse taalgebied een voorwerp van bijzondere interesse voor André Demedts. Ook voor Zuid-Afrika was een plaats weggelegd binnen diens Groot-Nederlandse visie. In zijn ogen was het Afrikaans net zo goed een vertakking van de brede Nederlandse stam. Net als zijn voorliefde voor Frans-Vlaanderen liet dat zijn sporen na in het werk van Demedts. Al in 1944 besteedde hij aandacht aan de problematiek van de Afrikaners in het boek Trouw aan hun volk, dat hij onder het pseudoniem Koen Lisarde publiceerde en dat gesitueerd was ten tijde van de Boerenoorlog. Demedts publiceerde regelmatig in Zuid-Afrikaanse tijdschriften en in 1948 werd hij lid van de Afrikaanse Skrywerskring, nadat hij één jaar eerder al lid was geworden van de Maatschappij der Nederlandse Letterkunde in Leiden. Vanaf dat moment werd hij vaste medewerker van het Zuid-Afrikaanse Tydskrif vir Letterkunde. Hij verzorgde er een rubriek met beschouwingen over de laatste prestaties op het vlak van literatuur en letterkunde uit Vlaanderen.

## Nagedachtenis
Demedts overleed in 1992, maar zijn gigantische inzet voor de Vlaams-Nederlandse integratie ging niet onopgemerkt voorbij aan de latere generaties. Al in 1970 werd in Kortrijk de André Demedtsprijs in het leven geroepen. Het doel van de prijs bestond erin om een persoon of organisatie te bekronen die zich, geheel in de geest van Demedts, had ingezet voor de Vlaamse ontvoogding, de Nederlandse integratie, de culturele contacten met Zuid-Afrika of het aanwakkeren van het cultureel bewustzijn in Frans-Vlaanderen. De prijs wordt nog steeds om de twee jaar uitgereikt in december.
Het Komitee voor Frans-Vlaanderen is eveneens nog steeds actief en organiseerde in 2012 de 65e editie van de Frans-Vlaamse Cultuurdag. Ook worden door het Komitee cursussen Nederlands aangeboden, die mede op grond van de economische verhoudingen in de Franse grensstreek een groeiend succes hebben in Frans-Vlaanderen en de omliggende regio’s. Ook Ons Erfdeel is nog steeds werkzaam en vormt met een oplage van 8000 exemplaren een van de meest verspreide culturele tijdschriften binnen het Nederlandse taalgebied.
De persoonlijke erfenis van André Demedts laat zich het best voelen in zijn geboortedorp Sint-Baafs-Vijve. Daar ontstond in 1983 een heus André Demedtshuis in de oude pastorie naast de Sint-Bavokerk. Het gaat om een kunsten- en cultuurcentrum met maandelijkse tentoonstellingen, dat onderdak biedt aan het André Demedtsmuseum met oude archiefbeelden over zijn werk en een deel van zijn persoonlijke bibliotheek.
Zeer belangrijk was voor André Demedts de onwankelbare trouw aan de christelijke levensopvatting, aan zijn land en aan zijn volk.

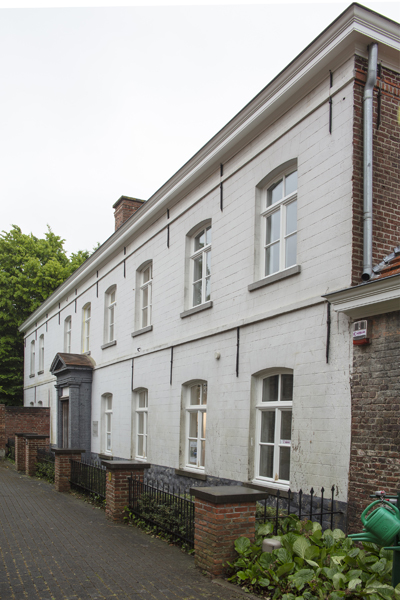
André Demedtshuis (Sint-Baafs-Vijve)
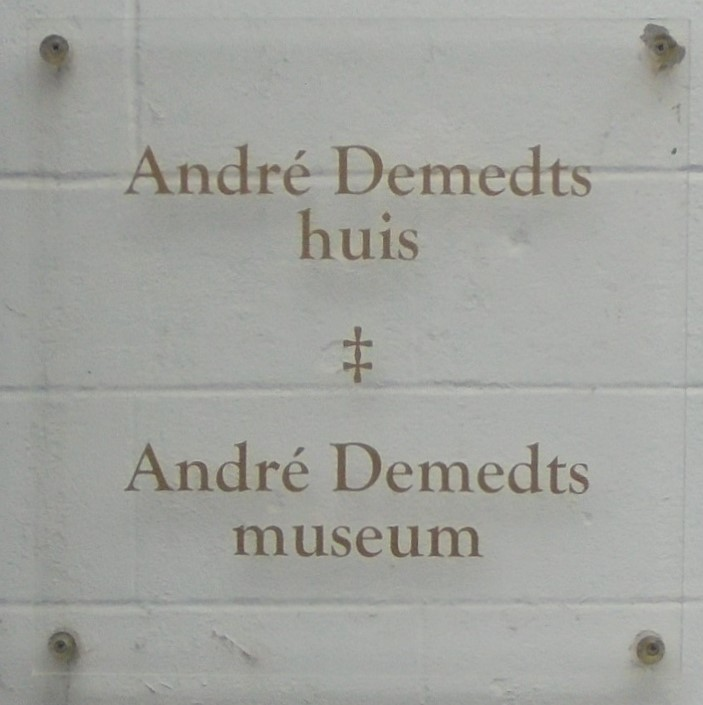
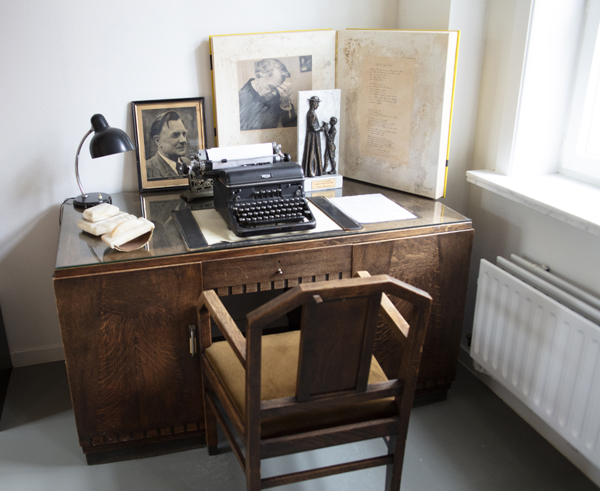
Bureau van Demedts
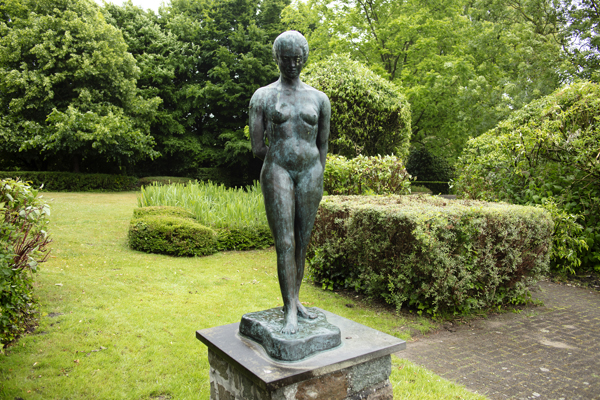
De tuin